# 獲物の分け前
『獲物の分け前』（えもののわけまえ、原題: La Curée）は、エミール・ゾラが1871年に発表した小説、およびそれを原作とした1966年のフランスのドラマ映画。

## あらすじ
パリの再開発に伴う不動産投機に目を付けたアリスティッド・サッカールは、金目当てでルネと結婚する。しかし、ルネは先妻の子マクシムとの禁断の不倫愛に溺れるようになる。

## 主な登場人物
アリスティッド・ルーゴン・サッカール
投機家
ルネ・サッカール
アリスティッドの妻
マクシム・ルーゴン
アリスティッドの連れ子

## 日本語訳書
- 中井敦子訳、ちくま文庫、2004年5月
- 伊藤桂子訳、論創社〈ルーゴン＝マッカール叢書 第2巻〉、2004年11月

## 映画
ロジェ・ヴァディム監督が当時の妻ジェーン・フォンダを主演に起用した1966年のフランスのドラマ映画。映画の英語タイトルは『"The Game Is Over"』。
舞台を映画公開当時（1960年代）のフランスに翻案している。また、ジェーン・フォンダのヌードを多用し、エロティックな面を強調した内容になっている。

### ストーリー
莫大な遺産を相続していた若く美しいルネは、家族から逃れたい一心で、金を必要としていた20歳も年上の実業家アレクサンドル・サッカールと結婚した。しかし、そもそも愛があったわけではない2人の夫婦関係は冷め切っており、ルネは先妻の息子で大学生のマクシムと愛し合うようになる。はじめは軽い気持ちだったルネも、マクシムへの想いが募り、遂に夫に離婚を切り出す。しかし、事業が上手く行っていなかったアレクサンドルはルネの全財産を事業に投資していたため、ルネに財産を返すことが出来ない状態だった。そこでアレクサンドルは、財産を放棄すれば離婚してやるとの条件を提示するが、マクシムへの愛に盲目的になっていたルネはその条件を呑んでしまう。
離婚手続きのため、ルネがジュネーヴに行っている隙に、アレクサンドルは自らの事業のために金持ちの娘とマクシムを婚約させる。婚約の知らせに慌てて屋敷に戻って来たルネは、厳然たる事実を見せつけられ、発作的に自殺を図る。

### キャスト
| 役名             | 俳優                   | 日本語吹替                        | 日本語吹替                         |
| 役名             | 俳優                   | 日本テレビ旧版                    | 日本テレビ新版                     |
| ---------------- | ---------------------- | --------------------------------- | ---------------------------------- |
| ルネ             | ジェーン・フォンダ     | 小原乃梨子                        | 田島令子                           |
| マクシム         | ピーター・マッケナリー | 伊武雅之                          |                                    |
| アレクサンドル   | ミシェル・ピッコリ     | 平田昭彦                          | 内田稔                             |
| アン・セルネット | ティナ・オーモン       | 吉田理保子                        |                                    |
| セルネット氏     | ジャック・モノ         | 大宮悌二                          |                                    |
| セルネット夫人   | シモーヌ・ヴァレール   | 麻生美代子                        |                                    |
| ジルベルト       |                        | 麻上洋子                          |                                    |
| 調教師           |                        | 藤本譲                            |                                    |
| 運転手           |                        | 嶋俊介                            |                                    |
| ボーイ           |                        | 若本規夫                          |                                    |
| 美容師           |                        | 中島喜美栄                        |                                    |
|                  |                        |                                   |                                    |
| 演出             | 演出                   | 佐藤敏夫                          |                                    |
| 翻訳             | 翻訳                   | 小川裕子                          |                                    |
| 効果             | 効果                   | TFC                               |                                    |
| 調整             |                        |                                   |                                    |
| 制作             | 制作                   | 東北新社                          |                                    |
| 解説             |                        |                                   |                                    |
| 初回放送         | 初回放送               | 1973年2月7日 『水曜ロードショー』 | 1978年2月15日 『水曜ロードショー』 |

### スタッフ
- 監督・製作：ロジェ・ヴァディム
- 脚本：ロジェ・ヴァディム、ジャン・コー（フランス語版）
- 音楽：ジャン・ブシェティー（フランス語版）、ジャン・ピエール・ブルテール（フランス語版）
- 撮影：クロード・ルノワール（フランス語版）
- 編集：ヴィクトリア・メルカントン（フランス語版）
- 製作：Mega Film、Les Films Marceau-Cocinor